# سباستین تروشه
ژان تروشه (فرانسوی: Jean Truchet؛ ۱۶۵۷–۵ فوریه ۱۷۲۹) معروف به پدر سباستین، یک کشیش فرانسوی دومینیکن بود که در لیون متولد شد و تحت سلطنت لوئی چهاردهم زندگی می‌کرد. وی در زمینه‌هایی مانند ریاضیات، هیدرولیک، گرافیک، تایپوگرافی و اختراعات بسیاری فعالیت داشت.

## زندگی‌نامه
تروشه در سال ۱۶۵۷، از پدری بازرگان و مادری پرهیزگار متولد شد. وی در سن ۱۶ سالگی به کرملی‌های پابرهنه پیوست. او نام سباستین را برای احترام به مادرش، که به او سباستین نامیده شد، برگرفت. در سال ۱۶۹۳، او توسط ابی بینگون (مشاور فرهنگی لوئی چهاردهم) برای کمک به گروه تحقیقاتی خود برای تدوین شرح کلیه فرایندهای هنری و صنعتی فرانسه که باید ایجاد می‌شدند، به عنوان مشاور وزیر اقتصاد فرانسه انتخاب شد.

## اختراعات
در سال ۱۶۹۹، در دومین جلسه علنی آکادمی فرانسه، تروشه در مورد حرکت اجسام در حال سقوط صحبت کرد، و نزدیک به ۲۰ سال بعد او یکی از چندین دانشمند بود که الگوی نیوتن در مورد جدایی نور سفید از رنگ را تأیید کرد. همچنین او به عنوان یک متخصص هیدرولیک، بیشتر کانال‌های فرانسه را طراحی کرد.
تروشه با الهام از تزئیناتی که در کانالها دیده بود، الگوهای تزئینی را روی کاشیهای سرامیکی مورد مطالعه قرار داد. یک الگوی خاص که او مورد مطالعه قرار گرفت، کاشی‌های مربعی را با یک خط مورب به دو مثلث تقسیم کرده‌است که به رنگ‌های متضاد تزئین شده‌است. با قرار دادن این کاشی‌ها در جهت‌های مختلف با توجه به یکدیگر، به عنوان بخشی از یک کاشی کاری مربع، مشاهده کرد که می‌توان الگوهای مختلفی را شکل داد. اکنون برای ریاضیدانان و طراحان به عنوان کاشی کاری تروشه شناخته می‌شود:
وی همچنین به دلیل تخصص خود به عنوان ساعت‌ساز، و به دلیل اختراعات خود در مورد وسایل نقلیه، سلاح و ابزار پیوند درختان بزرگ در باغ‌های ورسای شهرت دارد.